# Krems in Kärnten
Krems in Kärnten è un comune austriaco di 1 716 abitanti nel distretto di Spittal an der Drau, in Carinzia. È stato istituito nel 1973 con la fusione dei comuni soppressi di Eisentratten e Kremsbrücke; capoluogo comunale è Eisentratten. La frazione Innerkrems è un'importante stazione sciistica.